# Saint-Julien-lès-Gorze
Saint-Julien-lès-Gorze – miejscowość i gmina we Francji, w regionie Grand Est, w departamencie Meurthe i Mozela.
Według danych na rok 1990 gminę zamieszkiwały 152 osoby, a gęstość zaludnienia wynosiła 15 osób/km² (wśród 2335 gmin Lotaryngii Saint-Julien-lès-Gorze plasuje się na 893. miejscu pod względem liczby ludności, natomiast pod względem powierzchni na miejscu 597.).